# Erica humifusa
Erica humifusa är en ljungväxtart som beskrevs av Hibb. och Richard Anthony Salisbury. Erica humifusa ingår i släktet klockljungssläktet, och familjen ljungväxter. Inga underarter finns listade i Catalogue of Life.